# Elezioni parlamentari in Israele del 2020
Le elezioni parlamentari in Israele del 2020 si tennero il 2 marzo per eleggere i 120 membri della Knesset.
Si trattò della terza tornata elettorale in meno di un anno, dato che le precedenti elezioni tenute in aprile e in settembre non avevano prodotto alcuna chiara maggioranza parlamentare.
Le elezioni videro il Likud imporsi come primo partito con 36 seggi alla Knesset. Infatti il blocco dei partiti di destra guidato da Likud ottenne 58 seggi (36 Likud + 22 altre liste di destra) su 120, conseguendo la maggioranza relativa dell'assemblea.

## Risultati
| Likud                                                     | 1 352 449 | 29,46 | 36  |  |  |  |
| Blu e Bianco                                              | 1 220 831 | 26,60 | 33  |  |  |  |
| Lista Comune (Hadash - Balad - Ta'al - Lista Araba Unita) | 581 507   | 12,67 | 15  |  |  |  |
| Shas                                                      | 352 853   | 7,69  | 9   |  |  |  |
| Ebraismo della Torah Unito                                | 274 437   | 5,98  | 7   |  |  |  |
| Partito Laburista Israeliano - Gesher - Meretz            | 267 480   | 5,83  | 7   |  |  |  |
| Israel Beitenu                                            | 263 365   | 5,74  | 7   |  |  |  |
| Yamina                                                    | 240 689   | 5,24  | 6   |  |  |  |
| Otzma Yehudit                                             | 19 402    | 0,42  | –   |  |  |  |
| Potere Liberale-Economico                                 | 3 781     | 0,08  | –   |  |  |  |
| Voce delle Donne                                          | 2 773     | 0,06  | –   |  |  |  |
| Altri <0,05%                                              | 10 945    | 0,24  | –   |  |  |  |
| Totale                                                    | 4 590 062 | 100   | 120 |  |  |  |
|                                                           |           |       |     |  |  |  |
| Voti non validi                                           | 25 073    | 0,54  |     |  |  |  |
| Votanti                                                   | 4 615 135 | 71,52 |     |  |  |  |
| Elettori                                                  | 6 453 255 |       |     |  |  |  |

| Riepilogo dei seggi | Riepilogo dei seggi | Riepilogo dei seggi | Riepilogo dei seggi | Riepilogo dei seggi | Riepilogo dei seggi | Riepilogo dei seggi |
| ------------------- | ------------------- | ------------------- | ------------------- | ------------------- | ------------------- | ------------------- |
|                     |                     |                     |                     |                     |                     |                     |
| Hadash              | 5                   | ━                   |                     | Balad               | 3                   | ━                   |
| Ta'al               | 3                   | ▲ 1                 |                     | Lista Araba Unita   | 4                   | ▲ 1                 |
| Laburisti           | 3                   | ▼ 2                 |                     | Gesher              | 1                   | ━                   |
| Meretz              | 3                   | ━                   |                     | Blu e Bianco        | 33                  | ━                   |
| Israel Beitenu      | 7                   | ▼ 1                 |                     | Likud               | 36                  | ▲ 4                 |
| Yamina              | 6                   | ▼ 1                 |                     | Shas                | 9                   | ━                   |
| Yahadut HaTora      | 7                   | ━                   |                     |                     |                     |                     |

1. 1 2  Nel 2019 nella lista Laburisti-Gesher
2. ↑  Nel 2019 nella lista Unione Democratica